# Фано
Фано (итал. Fano) град је у средишњој Италији. Град је други по величини град округа Пезаро и Урбино у оквиру италијанске покрајине Марке.

## Природне одлике
Град Фано налази се у средишњем делу Италије, на западној обали Јадрана. Град се налази у узаној приобалној равници изнад које се ка западу издижу средишњи Апенини.

## Становништво
Према резултатима пописа становништва 2011. у општини је живело 62.901 становника.
| 1931.  | 1936.  | 1951.  | 1961.  | 1971.  | 1981.  | 1991.  | 2001.  | 2011.  |
| ------ | ------ | ------ | ------ | ------ | ------ | ------ | ------ | ------ |
| 30.560 | 31.617 | 36.329 | 41.033 | 47.857 | 52.116 | 53.909 | 57.529 | 62.901 |

Фано данас има близу 65.000 становника (бројчано други град у округу), махом Италијана. Током протеклих деценија у град се доселило много досељеника из иностранства, највише са Балкана.

## Привреда
Најважније привредне делатности у Фану су туризам, рибарство и производња намештаја.

## Градови побратими
- Раштат
- Сент Уан л'Омон
- Сент Олбанс
- Стрибро